# Rivetina karateginica
Rivetina karateginica är en bönsyrseart som beskrevs av Aare Lindt 1961. Rivetina karateginica ingår i släktet Rivetina och familjen Mantidae. Inga underarter finns listade i Catalogue of Life.